# HD 83443
HD 83443 ist ein 142 Lichtjahre von der Erde entfernter später Hauptreihenstern im Sternbild Vela. Er besitzt eine scheinbare Helligkeit von 8,23 mag.
Im Jahre 2000 entdeckte Michel Mayor mit Hilfe der Radialgeschwindigkeitsmethode einen extrasolaren Planeten, der diesen Stern umkreist. Dieser trägt die systematische Bezeichnung HD 83443 b und umkreist seinen Stern in einer Entfernung von ca. 0,0406 Astronomischen Einheiten bei einer Exzentrizität von 1,2 % und hat eine Mindestmasse von rund 0,4 Jupitermassen.
Ein weiterer Planet mit der Bezeichnung HD 83443 c wurde 2022 in einer weiten, exzentrischen Umlaufbahn von 22 Jahren entdeckt. Es wird vermutet, dass HD 83443 c aufgrund der Einwanderung von HD 83443 b in seine aktuelle Umlaufbahn eingetreten ist.